# Arvo Pärt
Arvo Pärt (n. 11 septembrie 1935, Paide, Regiunea Järva, Estonia) este un compozitor originar din Estonia.
De pe la sfârșitul anilor 1970 Pärt este deseori asociat cu stilul minimalist, care include tehnica sa compozițională tintinnabuli.
Pärt s-a născut la Paide, Regiunea Järva, Estonia. Din cauza neînțelegerilor cu autoritățile sovietice, a emigrat împreună cu familia în Occident în 1980. Au locuit mai întâi la Viena, iar mai apoi la Berlin. Actualmente locuiește alternativ la Tallinn și la Berlin.

## Compoziții (selecție)

### Compoziții vocale și corale
- Our Garden pentru cor de copii și orchestră (1959/2003)
- Solfeggio pentru cor (1964/1996)
- Credo pentru cor, orchestră și pian solo (1968)
- An den Wassern zu Babel saßen wir und weinten pentru voci sau cor și orgă sau ansamblu (1976/1984)
- Missa syllabica pentru cor și orgă (1977)
- Summa pentru cor (1977)
- Sarah Was Ninety Years Old pentru trei voci, percuție și orgă (1977/1990)
- De profundis pentru voci bărbătești, percuție (ad lib.) și orgă (1980)
- Passio Domini Nostri Jesu Christi secundum Joannem pentru soliști, ansamblu vocal, cor și ansamblu instrumental (1982)
- Es sang vor langen Jahren pentru alto, vioară și violă (1984)
- Te Deum pentru cor, orchestră de coarde și bandă magnetică (1984–1985/1992)
- Stabat Mater pentru trei voci și trio de coarde (1985)
- Magnificat pentru cor (1989)
- Bogoróditse Djévo pentru cor  (1990)
- The Beatitudes (1990)
- I Am the True Vine (1996)
- Which Was the Son of... (2000)
- Adam's Lament pentru cor mixt, și orchestră de coarde (2009)
- Vater unser (2011)

### Compoziții orchestrale
- Nekrolog pentru orchestră op. 5 (1960)
- Symphony No. 1: Polyphonic op. 9 (1963)
- Perpetuum mobile pentru orchestră op. 10 (1963)
- Symphony No. 2 pentru orchestră (1966)
- Symphony No. 3 pentru orchestră (1971)
- Cantus In Memoriam Benjamin Britten pentru orchestră de coarde și clopot (1977)
- Festina Lente pentru orchestră de coarde și harfă (1988)
- Summa pentru orchestră de coarde (1991)
- Silouans Song pentru orchestră de coarde (1991)
- Trisagion pentru orchestră de coarde (1992)
- Mein Weg pentru 14 instrumentiști de coarde și percuție (1999)
- Orient & Occident pentru orchestră de coarde (2000)
- Lennartile / Für Lennart pentru orchestră de coarde (2006)
- Symphony No. 4: Los Angeles (2008)

### Compoziții pentru instrumente solo și orchestră
- Tabula Rasa, pentru două viori, orchestră de coarde și pian preparat (1977)
- Fratres pentru vioară, orchestră de coarde și percuție (1992)
- Concerto piccolo über B-A-C-H pentru trompetă, orchestră de coarde, clavecin și pian (1994)
- Darf ich ... pentru vioară, clopote și orchestră de coarde (1995/1999)
- Lamentate pentru pian și orchestră (2002)
- Passacaglia for vioară, orchestră de coarde și vibrafon (2003/2007)

### Compoziții instrumentale
- Music for a Children's Theatre, Four Dances: Puss in Boots, Red-Riding-Hood and Wolf, Butterfly, Dance of the Ducklings, for piano (1956/1957)
- 2 Sonatinen op.1, pentru pian (1958/1959)
- Quintettino op.13, pentru cvintet de suflători (1964)
- Collage über B-A-C-H pentru oboi și coarde (1964)
- Für Alina for pian (1976)
- Pari Intervallo pentru orgă (1976/1981)
- Variationen zur Gesundung von Arinuschka for piano (1977)
- Spiegel im Spiegel pentru vioară sau violoncel și pian (1978)
- Fratres (1977–1992)
  - Fratres pentru vioară și pian
  - Fratres pentru coarde și percuție
- Passacaglia pentru vioară și pian (2003)

## Discografie selectivă
- Tabula Rasa (ECM, New Series, CD/LP 1984)
- Arbos (ECM, New Series, CD/LP 1987)
- Passio (ECM, New Series, CD/LP 1988)
- Miserere (ECM, New Series, CD/LP 1991)
- Te Deum (ECM, New Series, CD/LP 1993)
- Collage (Chandos Records, CD 1993)
- Litany (ECM, New Series, CD/LP 1996)
- Beatus (Virgin Classics/EMI, CD 1997)
- De Profundis (Harmonia Mundi, CD)
- Kanon Pokajanen (ECM, New Series, 2xCD 1998)
- Sanctuary (Virgin Classics/EMI, CD 1998)
- I Am The True Vine (Harmonia Mundi, CD 1999)
- Alina (ECM New Series, 1999)
- Orchestral Works (Naxos, CD 2000)
- Te Deum (Deutsche Grammophon/Universal Classics, CD 2000)
- Orient & Occident (ECM, New Series, CD 2002)
- Summa (Virgin Classics/EMI, CD 2002)
- Passio (Naxos, CD 2003)
- Triodion (Hyperion, CD 2003)
- Pro & Contra (Virgin Classics/EMI, CD 2004)
- Summa (Naxos, CD 2004)
- Arvo Pärt: A Portrait (Naxos, Compilation CD 2005)
- Da Pacem (Harmonia Mundi, CD 2006)
- Triodion • Ode VII • I Am The True Vine • Dopo La Vittoria (Naxos, CD 2006)
- In Principio (ECM, New Series, CD 2009)
- Symphony No. 4 (ECM, New Series CD 2010)
- Adam's Lament (ECM, New Series 2012)

## Premii și distincții
- 1996 – Membru al „American Academy of Arts and Letters Department of Music”
- 1996 – Doctor honoris causa, Universitatea Sydney[18]
- 1998 – Doctor honoris causa, Universitatea Tartu
- 2003 – Doctor honoris causa, Universitatea Durham[19]
- 2008 – Léonie Sonning Music Prize
- 2010 – Doctor honoris causa, Universitatea St Andrews[20]
- 2011 – Cavaler al Legiunii de Onoare[21]
- 2011 – Membru al Consiliului Pontifical de Cultură[22]

## Centrul Internațional International Arvo Pärt
Centrul Internațional International Arvo Pärt este în curs de creare în satul eston Laulasmaa. Va avea un centru de cercetare, un centru de educație muzicală, un muzeu etc. Se va deschide în 2015.